# Nöllenhammer (Schalksmühle)
Nöllenhammer ist ein Wohnplatz und ehemaliges Hammerwerk in der Gemeinde Schalksmühle im Märkischen Kreis im Regierungsbezirk Arnsberg in Nordrhein-Westfalen (Deutschland).

## Lage und Beschreibung
Nöllenhammer befindet sich im südöstlichsten Zipfel des Gemeindegebiets im Volmetal am Fluss zwischen der Bahnstrecke Hagen–Dieringhausen und der Bundesstraße 54 nahe der Stadtgrenze zu Halver und Lüdenscheid.
Nachbarorte auf dem Schalksmühler Gemeindegebiet sind Stephansohl, Strücken und die Wüstung Worth, sowie auf Lüdenscheider Stadtgebiet Hammerhaus, Linnepermühle, Linnepe, Solmecke, Grüne, Doppelhammer, Oedenthalerhagen, Eicken, Othlinghausen und Halverscheid und die Wüstung Karbecke auf Halveraner Stadtgebiet.

## Geschichte
Der zunächst dem Kirchspiel Halver angehörige Nöllenhammer wurde erstmals im Jahr 1800 urkundlich erwähnt und entstand vermutlich nur unwesentlich früher als ein Abspliss von Halverscheidt.
1838 gehörte Nöllenhammer der Oeckinghauser Bauerschaft innerhalb der Bürgermeisterei Halver an. Der laut der Ortschafts- und Entfernungs-Tabelle des Regierungs-Bezirks Arnsberg als Breithammer kategorisierte Ort besaß zu dieser Zeit eine Fabrikationsstätte bzw. Mühle und ein landwirtschaftliches Gebäude. Zu dieser Zeit lebten drei Einwohner im Ort, allesamt evangelischen Glaubens.

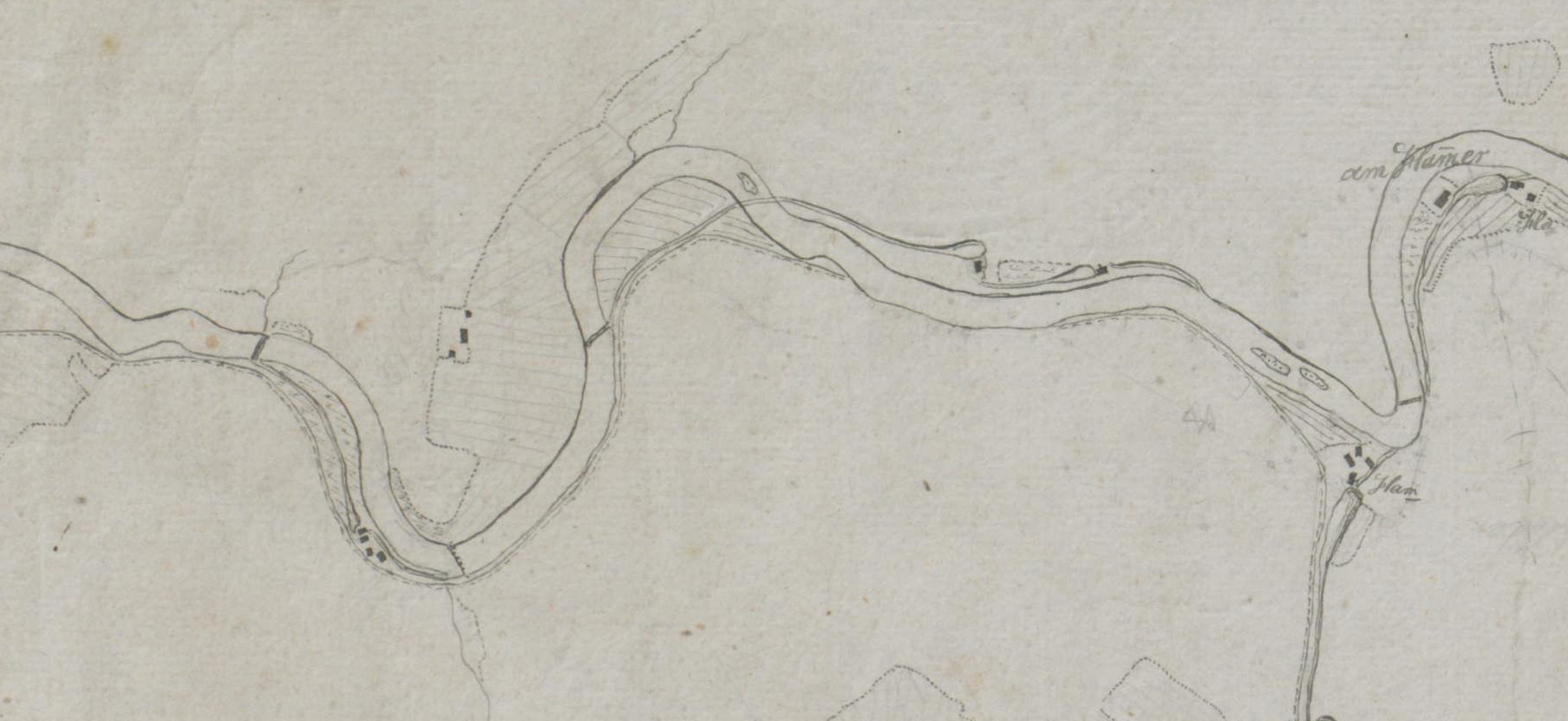
Der Wohnplatz Nöllenhammer (Mitte) um 1795

Der Ort ist auf der Preußischen Uraufnahme von 1840 mit einem Mühlensymbol verzeichnet. Ab der Preußischen Neuaufnahme von 1892 ist der Ort auf Messtischblättern der TK25 als zunächst als Nöltenhammer, später als Nöllenhammer verzeichnet.
Die Gemeinde- und Gutbezirksstatistik der Provinz Westfalen führt 1871 den Ort als Colonie mit einem Wohnhaus und 13 Einwohnern auf. Das Gemeindelexikon für die Provinz Westfalen gibt 1885 für Nöllenhammer eine Zahl von 21 Einwohnern an, die in drei Wohnhäusern lebten. 1895 besitzt der Ort drei Wohnhäuser mit 15 Einwohnern und gehörte kirchlich zum evangelischen Kirchspiel Schalksmühle, 1905 zählt der Ort drei Wohnhäuser und 22 Einwohner.
Am 1. Oktober 1912 wurde der Bereich um den Ort aus der Gemeinde Halver ausgegliedert und der neu gegründeten Gemeinde Schalksmühle zugewiesen.